# 松本彰
松本 彰（まつもと あきら、1948年9月9日 - ）は、日本の歴史学者。新潟大学名誉教授。専攻はドイツ近現代史。東京都出身。

## 略歴
東京都新宿区生まれ。都立戸山高校から早稲田大学第一文学部へ進み、1973年卒業。その後、東京都立大学大学院人文科学研究科へ進んで、遅塚忠躬に師事した。
1980年から1983年までドイツのフライブルク大学に留学し、帰国後、新潟大学人文学部の助教授に着任。1994年に教授に昇任した。この間、1991年にはベルリン自由大学でも学んでいる。
2014年に新潟大学を退職して名誉教授となった。
ドイツの国民国家形成について研究を進めるとともに、音楽にも造詣が深く、日本クラヴィコード協会の会長も務めた。

## 著書

### 単著
- 『記念碑に刻まれたドイツ』（東京大学出版会、2012年）

### 共編著
- （遅塚忠躬・立石博高）『フランス革命とヨーロッパ近代』（同文舘出版、1996年）
- （立石博高）『国民国家と帝国―ヨーロッパ諸国民の創造』（山川出版社、2005年）

### 共著
- （伊東信宏ほか）『ピアノはいつピアノになったか？』（大阪大学出版会、2007年）
- （姫岡とし子ほか）『近代ヨーロッパの探究 11 ジェンダー』（ミネルヴァ書房、2008年）